# The Guess Who
 The Guess Who  — канадський рок-гурт з Вінніпега, Манітоба, члени якого, живучи в Канаді, спромоглися першими досягти значних успіхів як в себе вдома, так і за межами країни. Рок-гурт став першим в історії канадської музичної індустрії, котрий в особистому заліку мав хіт №1 у провідних топ-чартах Сполучених Штатів.

## Історія

### Ранні роки
The Guess Who розпочали свій похід до вершин хіт-парадів як звичайний місцевий гурт, який сформував вокаліст та гітарист Чед Алан у 1960 році ще під назвою Al and the Silvertones. 1962 року назву було змінено на Chad Allan & the Reflections і на той час гурт складався з Чеда Алана (вокал, гітара), Боба Ешлі (клавішні), Ренді Бекмена (соло-гітара), Джима Кейла (бас) та Гарі Петерсона (ударні).
Дебютний сингл гурту «Tribute To Buddy Holly» було видано 1962 року під лейблом «Canadian-American Records». Chad Allan & The Reflections уклали контракт з провідною на той час компанією звукозапису «Quality Records» і протягом 1963-1964 років записали кілька синглів, один з яких було помилково видано під назвою Bob Ashley & The Reflections. Після того як американський гурт, який носив назву The Reflections записав хіт «Just Like Romeo & Juliet» у 1965 році Чед Алан та компанія вирішують змінити назву на Chad Allan & the Expressions.

### «Guess Who?» або «Вгадайте хто?»
У 1965 році Chad Allan & the Expressions записують свою версію відомого хіта «Shakin' All Over» гурту Johnny Kidd & the Pirates, цей сингл досяг першої позначки у топ-чартах Канади, а також зайняв 22 місце у США та 27 в Австралії. З цим синглом пов’язана ціла історія. Компанія «Quality Records» видала його окремою платівкою, але там де мало бути вказано ім’я виконавця значилося Guess Who?, тобто слухачам пропонувалось самим здогадатися хто виконує цю пісню. Таким чином, «Quality Records» намагалися підігріти інтерес слухачів до цієї платівки, плекаючи в них думки, що деякі провідні виконавці час від часу видають пісні під вигаданими іменами, і компанія звукозапису прагнула цією інтригою збити меломанів з пантелику, нібито це якийсь відомий гурт, — можливо The Beatles, а можливо хтось інший з численних гуртів — Британського вторгнення.
Коли згодом таємницю розкрито — і всім стало відомо, що пісню насправді виконують Chad Allan & the Expressions, ді-джеї на радіо за звичкою продовжували презентувати їх як «Guess Who?», що змусило гурт невдовзі змінити назву. І як наслідок, перші два студійні альбоми цієї канадської команди ще деякий час продавались під обома назвами — і під назвою «Chad Allan & The Expressions» і під назвою «Guess Who?».

### Успіх
Незважаючи на те, що «Shakin' All Over» досягла значних успіхів у Канаді, її дещо прохолодно було сприйнято за межами країни. У 1965 році Боб Ешлі залишає гурт і йому на зміну приходить Бьортон Камінґс як новий клавішник та вокаліст. Кілька місяців потому, коли Чед Алан також залишив гурт, Бьортон Камінґс став основним вокалістом. За гуртом остаточно закріплюється назва «The Guess Who?» (знак запитання вилучено у 1968).
Зміни у складі команди не могли не позначитись на її звучанні. Бьортон Камінґс та Ренді Бахман відтепер стають основними генераторами ідей — і поступово вирішають відійти від музики у стилі мерсібіт та більше зосередитись на джазі, блюзі і року. Після укладення контракту з новим лейблом RCA Records в 1969 році, балада «These Eyes» уперше потрапила до північноамериканського топ-10. На початку 70-х років звучання гурту значно поважчало, що відобразилось в альбомі «American Woman», титульний сингл з цього альбому досяг першої позначки у топ-чартах Сполучених Штатів. Віднині The Guess Who стають першим канадським рок-гуртом, якому вдалося пробитись в американські хіт-паради одразу на першу позначку. Інша композиція з цього альбому «No Time» протрималась у топ-10 три місяці підряд.
Навесні 1970 року The Guess Who розпочинають велике турне Сполученими Штатами, в якому, на жаль, не брав участі Ренді Бахман. У нього розпочалися негаразди із жовчним міхуром, тому місце основного гітариста зайняв Боббі Сабеліко. Офіційно Ренді полишив гурт 16 травня 1970 року, після фінального шоу в Нью-Йорку. Запис нового альбому було скасовано, і він так і залишався незакінченим і невиданим (частину було випущено на альбомі "The Way They Were" у 1976 році після розпаду гурту). Ренді Бахман повернувся у Вінніпег, де невдовзі почав формування нової команди Brave Belt, що згодом трансформувалася у перший канадський супергурт Bachman-Turner Overdrive. Місце основного гітариста у The Guess Who передавалося немов естафетою, на зміну Сабеліко прийшов Курт Вінтер, який до цього грав у вінніпезькому гурті Brother, а потім до гурту приєднався Ґреґ Леськів, у якості другого гітариста.
Курт Вінтер брав активну участь у творчому процесі і є співавтором кількох гучних хітів The Guess Who — «Hand Me Down World», «Share The Land», «Hang On to Your Life» та «Albert Flasher».
У 1972 році гурт випускає альбом, записаний наживо у театрі Парамаунт у Сіетлі «Live at the Paramount», який отримує дуже схвальну критику. Того ж року The Guess Who виїздять у турне по Японії, Австралії та Новій Зеландії.
Незадовго до шоу в Парамаунті, гурт покидає Леськів і на його місце приходить Дон Макдуґал. За сімейних обставин басист Джим Кейл, який пройшов разом з гуртом усю путь, не може більше підтримувати The Guess Who у турне, — і також виходить зі складу команди у 1972 році. Останнім гучним хітом гурту стає пісня «Clap For The Wolfman» , яку було написано у співавторстві Куртом Вінтером та Бьортоном Камінґсом. Цей трек підіймається на шосту позначку у північноамериканських топ-чартах. У 1974 році до команди приходить новий гітарист Домінік Трояно, який стає основним автором разом з Бьортоном.
Офіційно гурт припинив своє існування у 1975 році, коли Бьортон Камінґс залишив його, щоб розпочати власну сольну кар'єру, втім басист Джим Кейл та ударник Ґеррі Петерсон ще концертували і продовжували записи під іменем Guess Who до 1977, часто без жодного іншого члена колишньої групи.

## Дискографія
Альбоми видані як The Guess Who:
- 1968 Wheatfield Soul
- 1969 Canned Wheat
- 1970 American Woman
- 1970 Share the Land
- 1971 So Long, Bannatyne
- 1972 Rockin'
- 1972 Wild One
- 1973 Artificial Paradise
- 1973 #10
- 1974 Road Food
- 1974 Flavours
- 1975 Power in the Music
- 1976 The Way They Were (окремі пісні з незакінченого альбому 1970 року)